# Guyane rassemblement
Guyane rassemblement est un parti politique guyanais fondé le 12 septembre 2015 par Rodolphe Alexandre, président du conseil régional de la Guyane, dans le cadre des élections territoriales de décembre. Il est issu du mouvement Guyane 73.

## Historique

### Guyane 73
Membre du Parti socialiste guyanais depuis 1983, Rodolphe Alexandre, alors 1er adjoint au maire de Cayenne et président de la communauté d'agglomération du Centre Littoral, choisit de soutenir Nicolas Sarkozy candidat UMP à l'élection présidentielle de 2007 alors que son parti soutenait Ségolène Royal (PS).
Sa rupture se concrétise lors des élections municipales de 2008 où il décide de se présenter contre Jean-Claude Lafontaine, maire PSG de Cayenne. Exclu du parti, il remporte l'élection dès le 1er tour avec 50,88 % des voix contre 36,04 % pour la liste du maire sortant.
Candidat aux élections régionales de 2010, il crée un mouvement de soutien à sa liste Guyane 73 (référence à l'article 73 de la Constitution) et reçoit le soutien de la majorité présidentielle (UMP-NC). Arrivé en tête au premier tour, il bat la liste d'Union de la gauche menée par Christiane Taubira lors du deuxième tour et devient président du Conseil régional le 26 mars 2010.
Guyane 73 présente plusieurs candidats aux cantonales de 2011 et obtient 2 élus dans les cantons de Kourou et Saint-Georges-de-l'Oyapock.

### Guyane rassemblement
Afin de préparer sa campagne pour les élections territoriales de 2015 qui doivent déterminer la nouvelle Assemblée de Guyane, Rodolphe Alexandre décide de transformer son mouvement en parti politique.

#### Élections territoriales de 2015
Guyane rassemblement est ainsi créé le 12 septembre 2015 (soit 3 mois avant les élections) devant 1 200 personnes. Il rassemble des personnalités de gauche comme Audrey Marie (Walwari), Paul Dioanki (app. PSG), Émilie Ventura (PSG) ou Georges Patient (sénateur DVG)  et de droite comme Hélène Sirder (LR), Jean-Pierre Roumillac (LR) ou Jules Deie (DVD).
Comme en 2010, il arrive en tête au premier tour avec 42,35 %, éliminant les listes de gauche AGEG-PSG de Chantal Berthelot et Walwari-GÉLV de Line Létard et celle de droite LR-UDI de Louis Budoc. Il bat au deuxième tour la liste DVG de Alain Tien-Liong, président de l'ancien conseil général.

#### Présidentielle et législatives de 2017
Pour l'élection présidentielle de 2017, Rodolphe Alexandre apporte son soutien à Emmanuel Macron, prônant lui aussi le dépassement du clivage gauche/droite. Guyane rassemblement est depuis proche du parti La République en marche.
Lors des élections législatives, Lénaïck Adam conseiller territorial Guyane rassemblement, reçoit l'investiture La République en marche pour la 2e circonscription. Il est élu au second tour avec 50,21 % des voix face Davy Rimane, figure du mouvement social de 2017 et rejoint le groupe de la majorité présidentielle.

#### Municipales et sénatoriales de 2020
Plusieurs maires élus en 2014 ont rejoint ou se sont rapprochés de Guyane rassemblement depuis sa création comme le DVD Jules Deie à Papaichton, les ex PSG Paul Dolianki à Apatou et Paul Martin à Grand-Santi et l'ex Walwari Serge Anelli à Maripasoula. Ces deux derniers maires ont aussi adhéré à La République en marche comme les maires de Kourou (PSG) et de Matoury (DVD).
Guyane rassemblement présente et soutient 14 listes pour les élections municipales de 2020 dont celles des 4 maires sortants (5 listes reçoivent aussi le soutien de LREM).
Le premier tour du 15 mars voit la réélection des maires de Apatou, de Kourou et de Maripasoula mais Paul Martin est battu à Grand-Santi par un ancien membre de son cabinet, resté proche du PSG. Dans plusieurs communes (Papaichton, Remire-Montjoly et Roura) les listes soutenues par Guyane rassemblement sont arrivés en tête, mais à cause de la propagation du coronavirus (Covid-19), le second tour est reporté.
Georges Patient, élu sénateur depuis 2008 avec le soutien du PSG, a rejoint Guyane rassemblement lors de sa création. D'abord membre du groupe socialiste, il rallie en 2017 le groupe LREM avec Antoine Karam deuxième sénateur guyanais, membre du PSG. Pour le renouvellement de 2020, Georges Patient est candidat à sa réélection avec le soutien de LREM. Il est réélu dès le 1er tour avec 53,98 % des voix.

## Résultats électoraux

### Élections régionales et territoriales
| Année | Premier tour | Premier tour | Premier tour   | Sièges  | Résultats |
| Année | Voix         | %            | Rang (en voix) | Sièges  | Résultats |
| ----- | ------------ | ------------ | -------------- | ------- | --------- |
| 2010  | 12 202       | 40,61        | 1er            | 21 / 31 | Majorité  |
| 2015  | 15 298       | 42,34        | 1er            | 35 / 51 | Majorité  |
| 2021  | 15 017       | 43,72        | 1er            | 20 / 55 |           |

## Élus

### Assemblée nationale
|  |              | Groupe parlementaire | Fonctions                                                                       |
|  | ------------ | -------------------- | ------------------------------------------------------------------------------- |
|  | Lénaïck Adam | Groupe LREM          | député de la 2e circonscription depuis 2017, conseiller territorial (2015-2020) |

### Sénat
|  |                 | Groupe parlementaire | Fonctions                                                    |
|  | --------------- | -------------------- | ------------------------------------------------------------ |
|  | Georges Patient | Groupe LREM          | Sénateur de la Guyane depuis 2008, maire de Mana (1989-2017) |

### Assemblée territoriale
|  |                    | Groupe politique     | Fonctions                                                                  |
|  | ------------------ | -------------------- | -------------------------------------------------------------------------- |
|  | Rodolphe Alexandre | Guyane rassemblement | Président de la CTG depuis 2015, Président du conseil régional (2010-2015) |

### Communes
|  |               | Fonctions                                                       |
|  | ------------- | --------------------------------------------------------------- |
|  | Jules Deie    | Maire de Papaichton depuis 2014                                 |
|  | Serge Anelli  | Maire de Maripasoula depuis 2014                                |
|  | Pierre Désert | Maire de Régina depuis 2018, conseiller territorial depuis 2015 |

|  |               | Fonctions                        |
|  | ------------- | -------------------------------- |
|  | Paul Martin   | Maire de Grand-Santi (1995-2020) |
|  | Paul Dolianki | Maire de Apatou de 2008 à 2021   |